# Campylospermum
Genre
Campylospermum Tiegh. est un genre de plantes à fleurs de la famille des Ochnaceae.

## Liste d'espèces
Selon Catalogue of Life (10 décembre 2017) :
- Campylospermum amplectens (Stapf) Farron
- Campylospermum anceps (Baker) H. Perrier
- Campylospermum andongensis (Hiern) Biss.
- Campylospermum auriculatum Biss.
- Campylospermum barberi (Manickam & Murugan) Karthik. & V.S.Kumar
- Campylospermum bukobense (Gilg) Farron
- Campylospermum cabrae (Gilg) Farron
- Campylospermum calanthum (Gilg) Farron
- Campylospermum claessensii (De Wild.) Farron
- Campylospermum congestum (Oliv.) Farron
- Campylospermum costatum (Tiegh.) Biss.
- Campylospermum deltoideum (Baker) van Tiegh.
- Campylospermum dependens (A. DC.) H. Perrier
- Campylospermum descoingsii Farron
- Campylospermum duparquetianum (Baill.) van Tiegh.
- Campylospermum dusenii (Gilg) Biss. & Sosef
- Campylospermum dybovskii Van Tiegh.
- Campylospermum elongatum Van Tiegh.
- Campylospermum engama (De Wild.) Farron
- Campylospermum excavatum (van Tiegh.) Farron
- Campylospermum flavum (Schumach.) Farron
- Campylospermum gabonensis Biss.
- Campylospermum glaberrimum (P. Beauv.) Farron
- Campylospermum glaucifolium Biss.
- Campylospermum glaucum (van Tiegh.) Farron
- Campylospermum glomeratum (Tiegh.) Biss.
- Campylospermum humblotii (Baill.) van Tiegh.
- Campylospermum katangense (Hiern) Farron
- Campylospermum klainei (van Tiegh.) Farron
- Campylospermum laeve (De Wild. & Th. Dur.) Farron
- Campylospermum lanceolatum (Baker) H. Perrier
- Campylospermum laxiflorum (De Wild. & Th. Dur.) van Tiegh.
- Campylospermum lecomtei (van Tiegh.) Farron
- Campylospermum leroyanum (Tiegh.) comb. ined.
- Campylospermum letouzeyi Farron
- Campylospermum likimiense (De Wild.) I.Darbysh. & Kordofani
- Campylospermum longestipulatum (De Wild.) Biss.
- Campylospermum louisii Biss. & Sosef
- Campylospermum lunzuensis (N.Robson) Biss.
- Campylospermum lutambensis (Sleumer) Biss.
- Campylospermum mannii (Oliv.) van Tiegh.
- Campylospermum molleri (Tiegh.) comb. ined.
- Campylospermum monticola (Gilg) M. Cheek
- Campylospermum nutans (Hiern) Biss.
- Campylospermum obtusifolium (Lam.) van Tiegh.
- Campylospermum occidentalis Biss.
- Campylospermum oliveri (van Tiegh.) Farron
- Campylospermum oliverianum (Gilg) Farron
- Campylospermum paucinervatum Sosef
- Campylospermum plicatum (Tiegh.) Biss.
- Campylospermum reticulatum (P. Beauv.) Farron
- Campylospermum schoenleinianum (Klotzsch) Farron
- Campylospermum serratum (Gaertn.) V. Bittrich & M.C.E. Amaral
- Campylospermum squamosum (DC.) Farron
- Campylospermum striatum (van Tiegh.) M.C.E.Amaral
- Campylospermum strictum (van Tiegh.) Farron
- Campylospermum subcordatum (Stapf) Farron
- Campylospermum sulcatum (van Tiegh.) Farron
- Campylospermum umbricola (van Tiegh.) Farron
- Campylospermum vogelii (Hook. fil.) Farron
- Campylospermum warneckei (Gilg ex Engl.) Biss.
- Campylospermum zenkeri (van Tiegh.) Farron

Selon NCBI (10 décembre 2017) :
- Campylospermum amplectens
- Campylospermum anceps
- Campylospermum auriculatum
- Campylospermum calanthum
- Campylospermum congestum
- Campylospermum costatum
- Campylospermum dependens
- Campylospermum duparquetianum
- Campylospermum dybovskii
- Campylospermum elongatum
- Campylospermum engama
- Campylospermum excavatum
- Campylospermum flavum
- Campylospermum gabonensis
- Campylospermum glaucifolium
- Campylospermum glaucum
- Campylospermum glomeratum
- Campylospermum klainei
- Campylospermum laeve
- Campylospermum lanceolatum
- Campylospermum laxiflorum
- Campylospermum lecomtei
- Campylospermum longestipulatum
- Campylospermum louisii
- Campylospermum lutambense
- Campylospermum mannii
- Campylospermum obtusifolium
- Campylospermum oliveranum
- Campylospermum sacleuxii
- Campylospermum scheffleri
- Campylospermum schoenleinianum
- Campylospermum serratum
- Campylospermum strictum
- Campylospermum sulcatum
- Campylospermum umbricola
- Campylospermum vogelii
- Campylospermum warneckei

Selon The Plant List (10 décembre 2017) :
- Campylospermum angustifolium Tiegh.
- Campylospermum bracteatum Farron
- Campylospermum cupreum Farro
- Campylospermum duparquetianum Fa
- Campylospermum dusenii (Gilg) Bissiengou, P. & Sosef
- Campylospermum excavatum Far
- Campylospermum glaucum Farro
- Campylospermum inflatum Farr
- Campylospermum klainei Farro
- Campylospermum koumouloundonense Farron
- Campylospermum oliveranum Farron
- Campylospermum paucinervatum Sosef
- Campylospermum reticulatum Tiegh.
- Campylospermum striatum (Tiegh.) M.C.E.Amaral
- Campylospermum sulcatum Farr

Selon Tropicos (10 décembre 2017) (Attention liste brute contenant possiblement des synonymes) :
- Campylospermum abbreviatum Tiegh.
- Campylospermum affine (Hook. f.) Tiegh.
- Campylospermum amplectens (Stapf) Farron
- Campylospermum anceps (Baker) H. Perrier
- Campylospermum angulatum (DC.) Tiegh.
- Campylospermum angustifolium
- Campylospermum auriculatum Biss.
- Campylospermum baronii Tiegh.
- Campylospermum beccarianum Tiegh.
- Campylospermum bernieri Tiegh.
- Campylospermum borneense Tiegh.
- Campylospermum bracteatum Farron
- Campylospermum breonii Tiegh.
- Campylospermum breviflorum Tiegh.
- Campylospermum bukobense (Gilg) Farron
- Campylospermum cabrae (Gilg) Farron
- Campylospermum calanthum Farron
- Campylospermum calophylla Van
- Campylospermum calophyllum (Hook. f.) Tiegh.
- Campylospermum chapelieri Tiegh.
- Campylospermum claessensii (De Wild.) Farron
- Campylospermum cloiselii Tiegh.
- Campylospermum congestum (Oliv.) Farron
- Campylospermum coriaceum Tiegh.
- Campylospermum costatum (Van Tieghe) Biss.
- Campylospermum cumingii Tiegh.
- Campylospermum cupreum Farro
- Campylospermum deltoideum (Baker) Tiegh.
- Campylospermum densiflorum (De Wild. & T. Durand) Farron
- Campylospermum densum Tiegh.
- Campylospermum denudatum Tiegh.
- Campylospermum dependens (DC.) H. Perrier
- Campylospermum descoingsii Farron
- Campylospermum duparquetianum (Baill.) Tiegh.
- Campylospermum dusenii (Gilg) Biss. & Sosef
- Campylospermum dybovskii Tiegh.
- Campylospermum elongatum (Oliv.) Tiegh.
- Campylospermum engama Farron
- Campylospermum excavatum (Tiegh.) Farron
- Campylospermum flavum Farron
- Campylospermum gabonensis Biss.
- Campylospermum glaberrimum (P. Beauv.) Farron
- Campylospermum glaucifolium Biss.
- Campylospermum glaucum Farro
- Campylospermum glomeratum (Tiegh.) Biss.
- Campylospermum hildebrandtii (Baill.) Tiegh.
- Campylospermum humblotii (Baill.) Tiegh.
- Campylospermum inflatum Farr
- Campylospermum katangense Farron
- Campylospermum kingii Tiegh.
- Campylospermum klainei (Tiegh.) Farron
- Campylospermum koumouloundonense Farron
- Campylospermum laeve (De Wild. & T. Durand) Farron
- Campylospermum laevigatum (Vahl) Tiegh.
- Campylospermum lastellii Tiegh.
- Campylospermum laxiflorum (De Wild. & T. Durand) Tiegh.
- Campylospermum lecomtei Farron
- Campylospermum leschenaultii Tiegh.
- Campylospermum letouzeyi Farron
- Campylospermum louisii Biss. & Sosef
- Campylospermum malabaricum (DC.) Tiegh.
- Campylospermum mannii (Oliv.) Tiegh.
- Campylospermum nigricaule Tiegh.
- Campylospermum nigrinerve Tiegh.
- Campylospermum nodosum Tiegh.
- Campylospermum obtusifolium (Lam.) Tiegh.
- Campylospermum occidentale Biss.
- Campylospermum oliveranum (Gilg) Farron
- Campylospermum ovale Tiegh.
- Campylospermum paucinervatum Sosef
- Campylospermum perakense Tiegh.
- Campylospermum perseifolium (Baker) Tiegh.
- Campylospermum plicatum Tiegh.
- Campylospermum reticulatum (P. Beauv.) Farron
- Campylospermum retinerve Tiegh.
- Campylospermum revolutum Tiegh.
- Campylospermum rheedii Tiegh.
- Campylospermum rubrum Tiegh.
- Campylospermum rutenbergii Tiegh.
- Campylospermum sacleuxii (Tiegh.) Farron
- Campylospermum scheffleri (Engl. & Gilg) Farron
- Campylospermum schoenleinianum (Klotzsch) Farron
- Campylospermum sculptum Tiegh.
- Campylospermum serratum (Gaertn.) Bittrich & M.C.E. Amaral
- Campylospermum squamosum (A. DC.) Farron
- Campylospermum striatum (Tiegh.) M.C.E. Amaral
- Campylospermum strictum Farron
- Campylospermum subcordatum (Stapf) Farron
- Campylospermum sulcatum (Tiegh.) Farron
- Campylospermum sumatranum (Jack) Tiegh.
- Campylospermum thouarsi Tiegh.
- Campylospermum thwaitesii Tiegh.
- Campylospermum umbricola (Tiegh.) Farron
- Campylospermum vahlianum Tiegh.
- Campylospermum vogelii (Hook. f.) Farron
- Campylospermum walkeri Tiegh.
- Campylospermum wallichianum Tiegh.
- Campylospermum zenkeri (Tiegh.) Farron
- Campylospermum zeylanicum Tiegh.